# Nejvyšší hory Kanadských Skalnatých hor

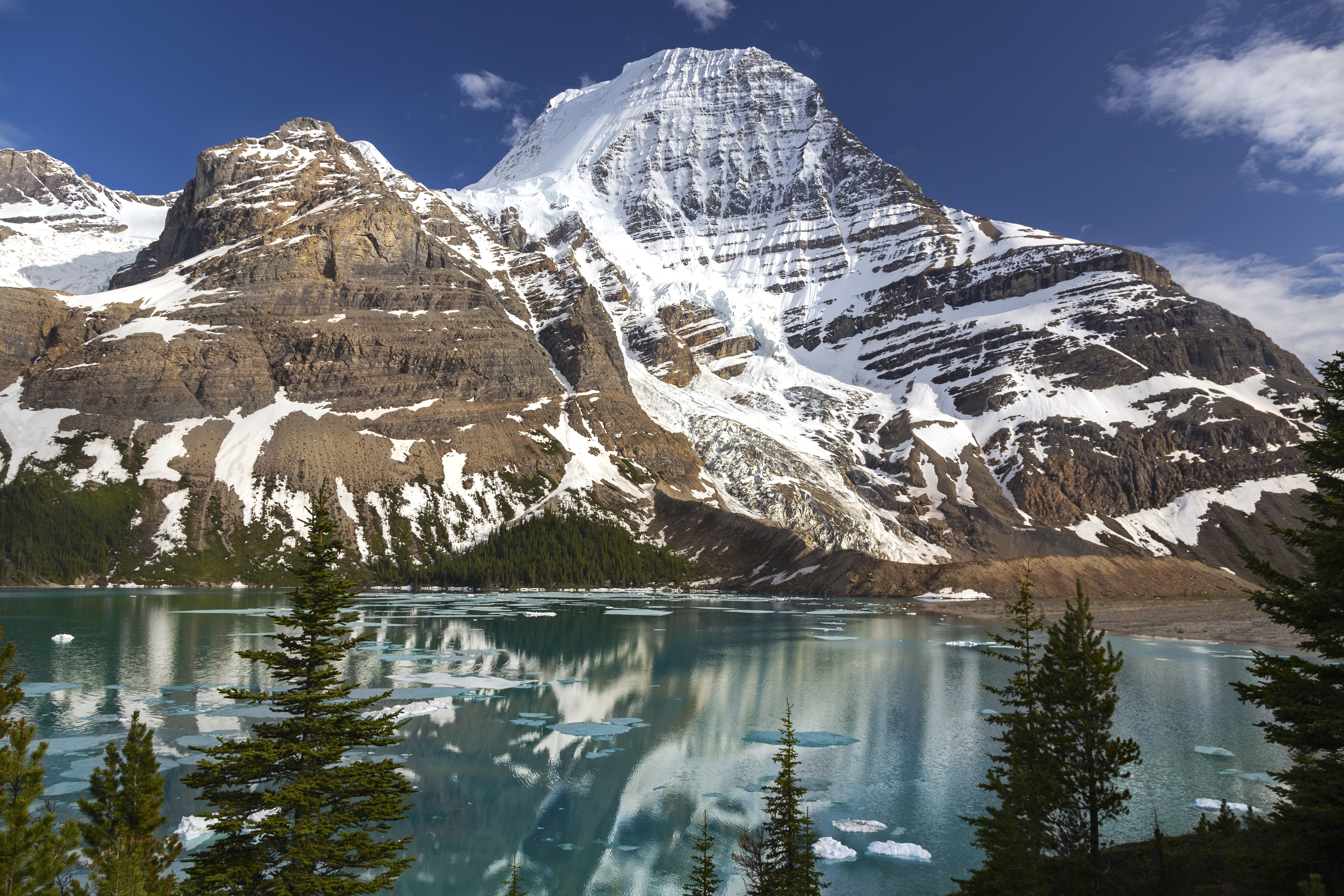
Mount Robson

Nejvyšší hory Kanadských Skalnatých hor. Kanadské Skalnaté hory tvoří severní část Skalnatých hor, která se rozkládá na západě až jihozápadě Kanady. Leží mezi údolím Rocky Mountain Trench a Kolumbijskými horami na západě a Velkými planinami na východě.
Nejvyšší horské štíty Kanadských Skalnatých hot přesahují nadmořskou výšku 3 500 metrů. Nejvyšší horou je Mount Robson (3 959 m). Pohoří je rozdělováno na čtyři hlavní části: Northern Continental Ranges, Central Main Ranges, Central Front Ranges a Southern Continental Ranges.

## 10 nejvyšších hor Kanadských Skalnatých hor

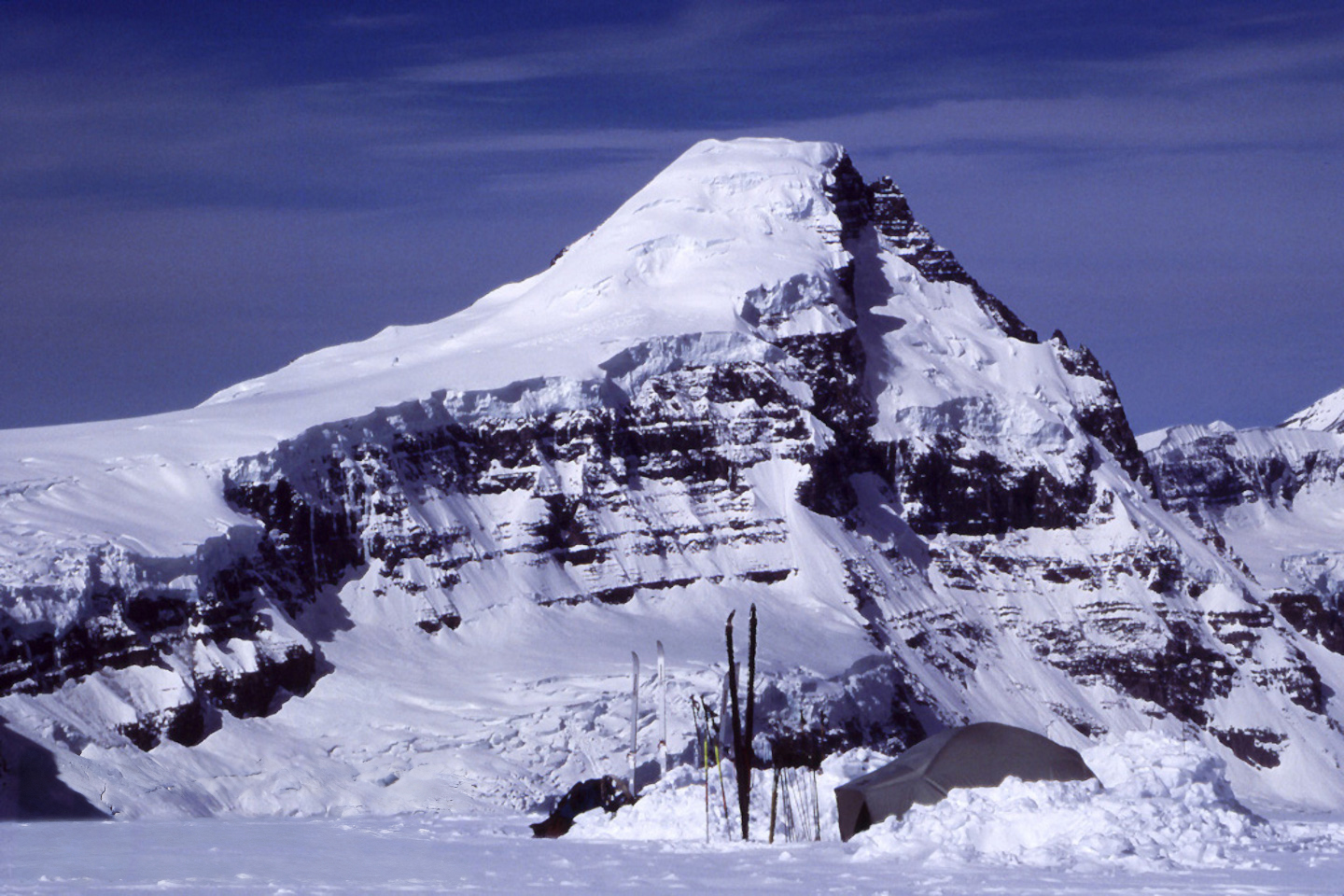
Mount Columbia

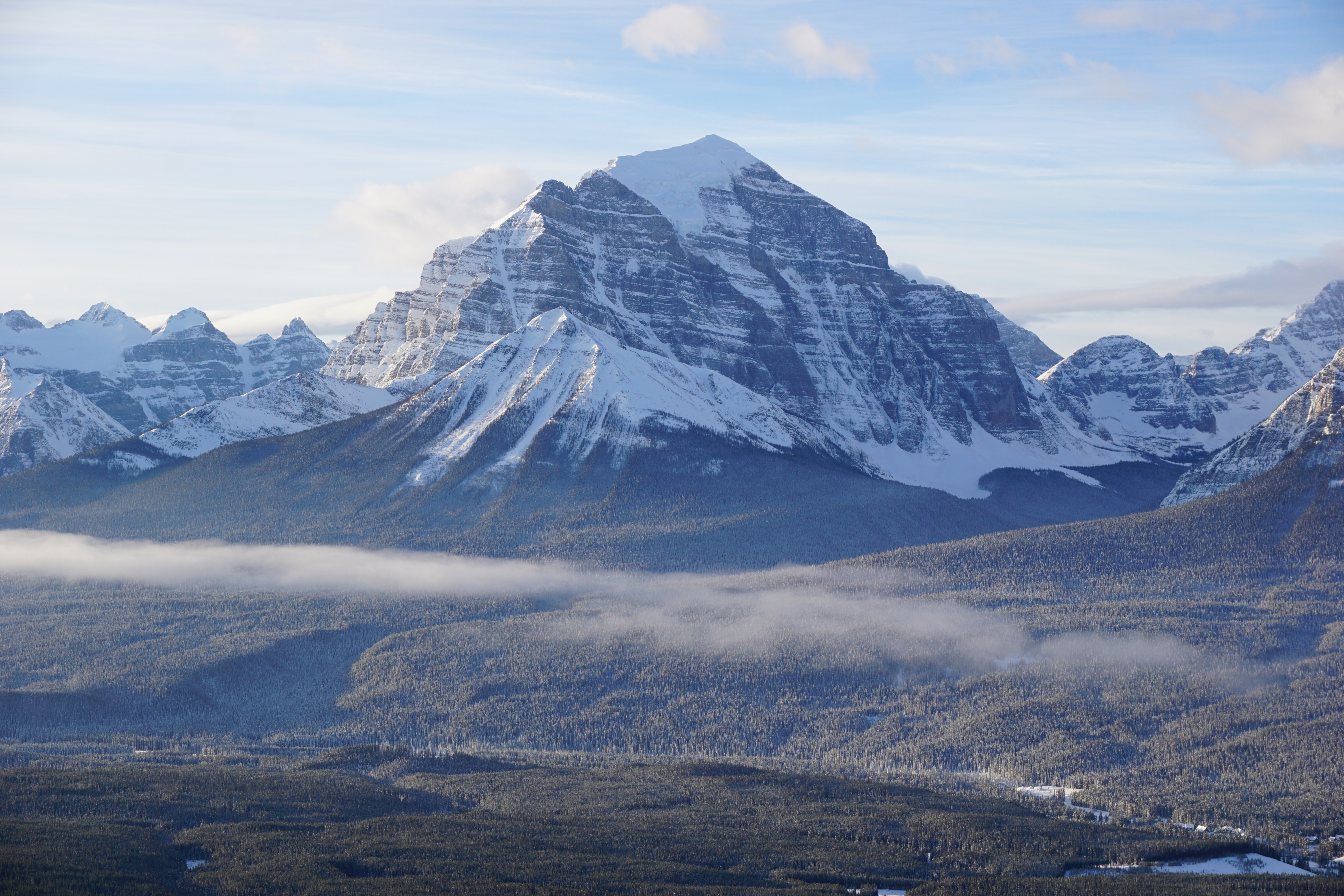
Mount Temple

Ve výčtu hor jsou zastoupeny pouze vrcholy s prominencí vyšší než 400 metrů.
|    | Vrchol            | Pohoří                      | Výška (m) | Prominence (m) | Izolace (km) |
| -- | ----------------- | --------------------------- | --------- | -------------- | ------------ |
| 1  | Mount Robson      | Northern Continental Ranges | 3 959     | 2 819          | 459,5        |
| 2  | Mount Columbia    | Central Main Ranges         | 3 741     | 2 361          | 157,6        |
| 3  | North Twin        | Central Main Ranges         | 3 733     | 733            | 8,5          |
| 4  | Mount Clemenceau  | Central Main Ranges         | 3 664     | 1 484          | 35,9         |
| 5  | Mount Alberta     | Central Main Ranges         | 3 618     | 819            | 6,8          |
| 6  | Mount Forbes      | Central Main Ranges         | 3 617     | 1 649          | 47,2         |
| 7  | Mount Assiniboine | Southern Continental Ranges | 3 616     | 2 082          | 141,8        |
| 8  | Mount Goodsir     | Southern Continental Ranges | 3 567     | 1 907          | 64           |
| 9  | Mount Temple      | Southern Continental Ranges | 3 540     | 1 520          | 21,2         |
| 10 | Mount Brazeau     | Central Front Ranges        | 3 500     | 1 450          | 30,3         |

## 5 hor s nejvyšší prominencí

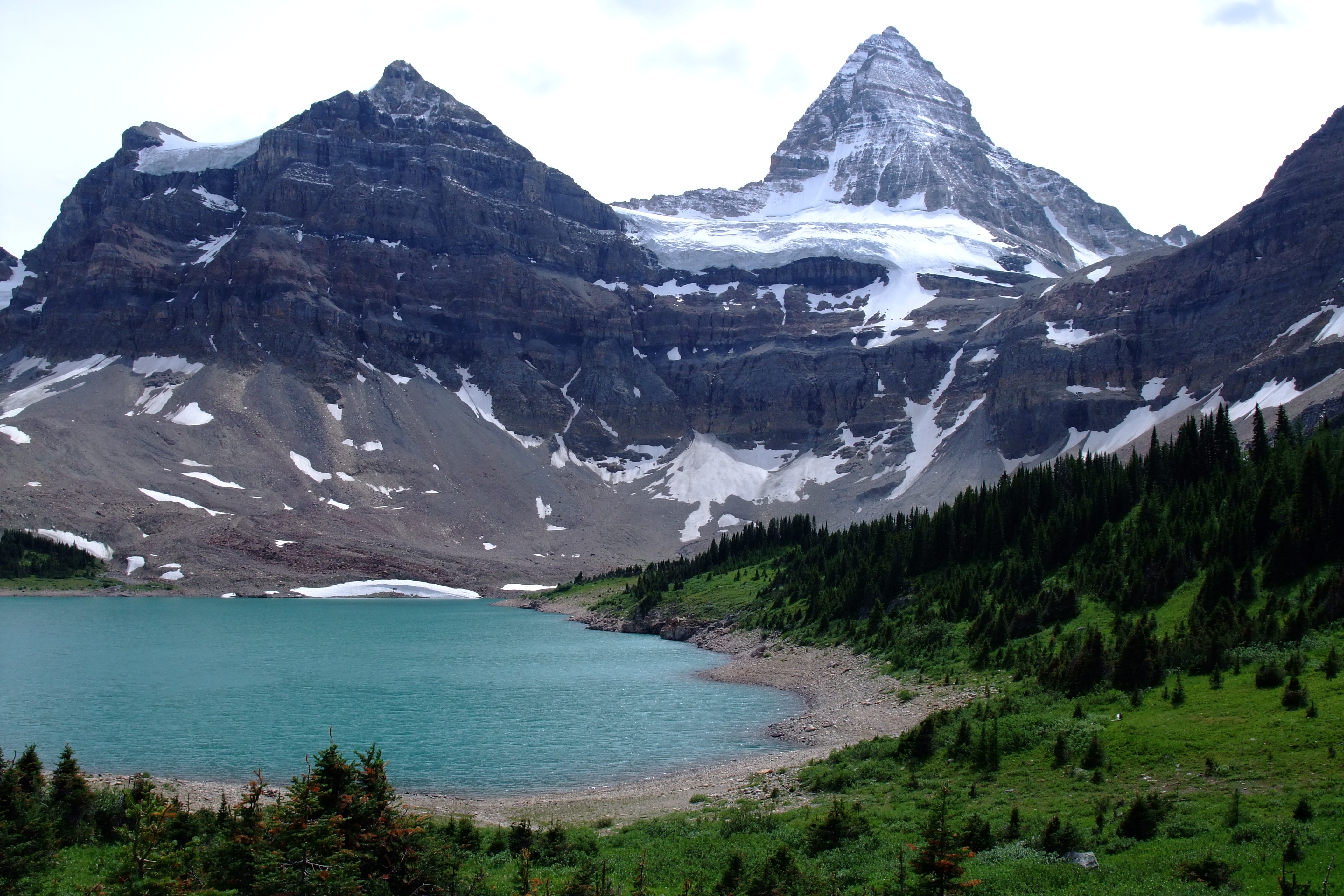
Mount Assiniboine

Vrcholy s nejvyšší prominencí.
|   | Vrchol             | Pohoří                      | Výška (m) | Prominence (m) | Izolace (km) |
| - | ------------------ | --------------------------- | --------- | -------------- | ------------ |
| 1 | Mount Robson       | Northern Continental Ranges | 3 959     | 2 819          | 459,5        |
| 2 | Mount Columbia     | Central Main Ranges         | 3 741     | 2 361          | 157,6        |
| 3 | Mount Ulysses      | Far Northern Rockies        | 3 024     | 2 284          | 435,7        |
| 4 | Mount Assiniboine  | Southern Continental Ranges | 3 616     | 2 082          | 141,8        |
| 5 | Mount Edith Cavell | Central Main Ranges         | 3 363     | 2 023          | 16,3         |

## 10 nejvyšších vrcholů s prominencí vyšší než 100 metrů

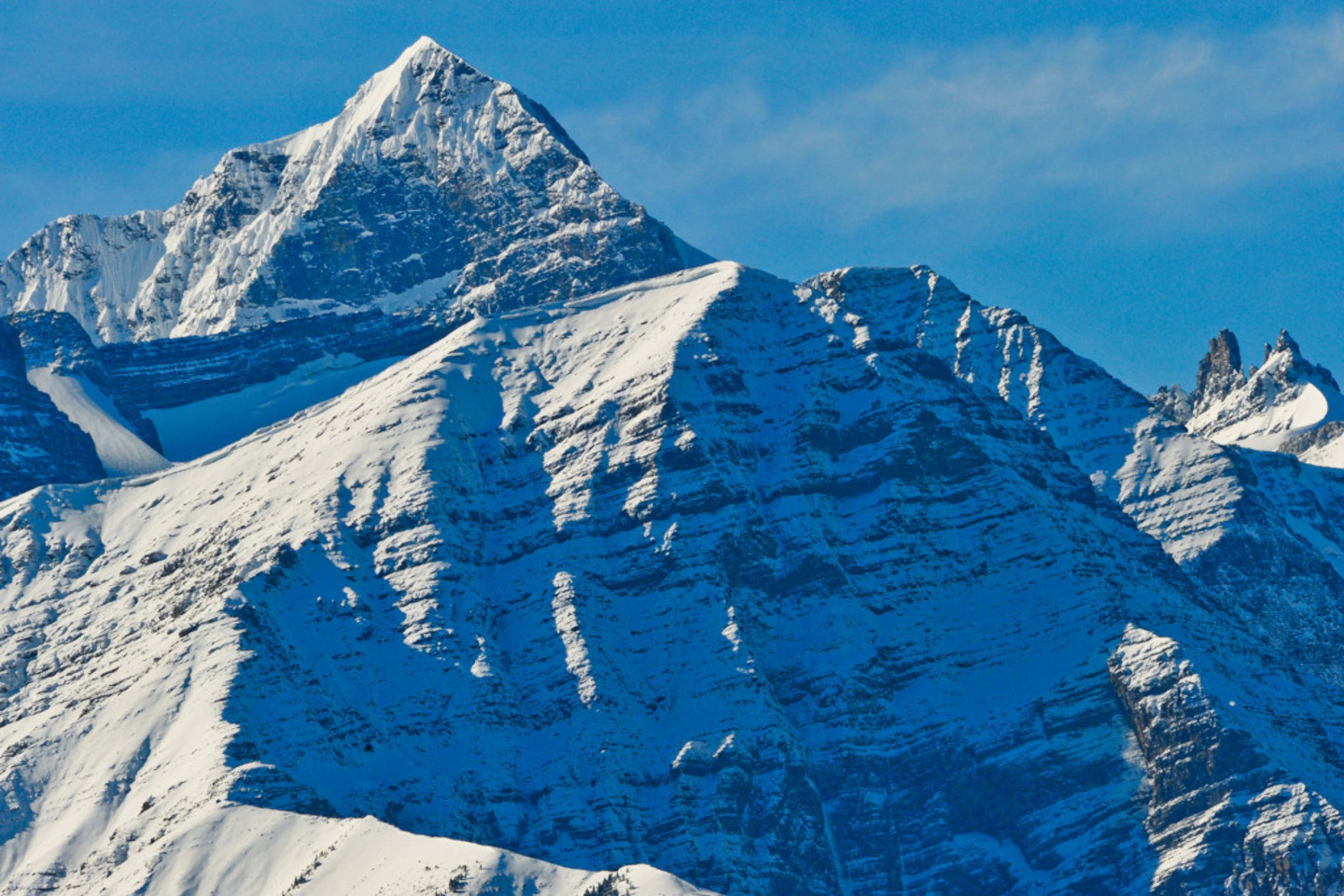
Mount Forbes

Ve výčtu hor jsou zastoupeny pouze vrcholy s prominencí vyšší než 100 metrů.
|    | Vrchol            | Pohoří                      | Výška (m) | Prominence (m) | Izolace (km) |
| -- | ----------------- | --------------------------- | --------- | -------------- | ------------ |
| 1  | Mount Robson      | Northern Continental Ranges | 3 959     | 2 819          | 459,5        |
| 2  | Mount Columbia    | Central Main Ranges         | 3 741     | 2 361          | 157,6        |
| 3  | North Twin        | Central Main Ranges         | 3 733     | 733            | 8,5          |
| 4  | Mount Clemenceau  | Central Main Ranges         | 3 664     | 1 484          | 35,9         |
| 5  | Twins Tower       | Central Main Ranges         | 3 627     | 107            | 0,5          |
| 6  | Mount Alberta     | Central Main Ranges         | 3 618     | 819            | 6,8          |
| 7  | Mount Forbes      | Central Main Ranges         | 3 617     | 1 649          | 47,2         |
| 8  | Mount Assiniboine | Southern Continental Ranges | 3 616     | 2 082          | 141,8        |
| 9  | South Twin        | Central Main Ranges         | 3 581     | 301            | 1,7          |
| 10 | Mount Goodsir     | Southern Continental Ranges | 3 567     | 1 907          | 64           |